# José Quezada
José Antonio Quezada Salazar (* 17. August 1990 in Santiago de Chile) ist ein chilenischer Fußballtorwart.

## Karriere

### Verein
José Quezada debütierte 2010 beim CD Palestino im Spiel gegen San Luis de Quillota. 2015 wechselte er zum CD Magallanes, für das er 35 Ligaspiele absolvierte. Im Juni 2017 wechselte der 1,78 m große Quezada zu Unión Española. In der Saison spielte er für den CD Cobreloa, absolvierte jedoch wie bei Unión Española kein Ligaspiel. Danach war Quezada vier Jahre lang vereinslos und arbeitete als Verkäufer auf dem Markt von Lo Valledor in Santiago de Chile. Seit 2023 spielt Quezada bei Deportes Recoleta.

### Nationalmannschaft
Bei der Südamerikameisterschaft 2005 der U-15-Nationalmannschaften spielte José Quezada für Chile. Chile wurde mit zwei Unentschieden und zwei Niederlagen Gruppenvierter und schied aus. Für die A-Nationalmannschaft wurde Quezada beim Freundschaftsspiel gegen Paraguay von Nationaltrainer Claudio Borghi nominiert, jedoch stand Luis Marín im Tor.